# Бей (округ, Мічиган)
Шаблон:StateAbbr_ 43°43′ пн. ш. 83°56′ зх. д. / 43.72° пн. ш. 83.94° зх. д.
Округ  Бей (англ. Bay County) — округ (графство) у штаті Мічиган, США. Ідентифікатор округу 26017.

## Історія
Округ утворений 1857 року.

## Демографія
За даними перепису 
2000 року 
загальне населення округу становило 110157 осіб, зокрема міського населення було 78005, а сільського — 32152.
Серед мешканців округу чоловіків було 53517, а жінок — 56640. В окрузі було 43930 домогосподарств, 30039 родин, які мешкали в 46423 будинках.
Середній розмір родини становив 3.
Віковий розподіл населення поданий у таблиці:
| Стать    | До 15 років | 15-21 | 22-29 | 30-39 | 40-49 | 50-65 | 65-85 | Понад 85 |
| -------- | ----------- | ----- | ----- | ----- | ----- | ----- | ----- | -------- |
| Чоловіки | 11400       | 5220  | 4975  | 7718  | 8769  | 9029  | 5825  | 581      |
| Жінки    | 10755       | 5160  | 4961  | 7726  | 8964  | 9310  | 8247  | 1517     |

## Суміжні округи
- Аренак — північ
- Тускола — південний схід
- Сегіно — південь
- Мідленд — захід
- Гледвін — північний захід

## Виноски
1. ↑  U.S. Decennial Census. United States Census Bureau. Архів оригіналу за 26 квітня 2015. Процитовано 19 вересня 2014.
2. ↑  Historical Census Browser. University of Virginia Library. Архів оригіналу за 11 серпня 2012. Процитовано 19 вересня 2014.
3. ↑  Population of Counties by Decennial Census: 1900 to 1990. United States Census Bureau. Архів оригіналу за 15 лютого 2015. Процитовано 19 вересня 2014.
4. ↑  Census 2000 PHC-T-4. Ranking Tables for Counties: 1990 and 2000 (PDF). United States Census Bureau. Архів оригіналу (PDF) за 18 грудня 2014. Процитовано 19 вересня 2014.
5. ↑  State & County QuickFacts. United States Census Bureau. Архів оригіналу за 6 липня 2011. Процитовано 26 серпня 2013. [Архівовано 2011-07-28 у Wayback Machine.](англ.) Наведено за англійською вікіпедією.
6. ↑  American FactFinder. Бюро перепису населення США. Архів оригіналу за 26 лютого 2012. Процитовано 31 січня 2008. [Архівовано 2008-05-21 у Wayback Machine.]

| США | Це незавершена стаття з географії США. Ви можете допомогти проєкту, виправивши або дописавши її. |